# Stefania Biegun
Stefania Biegun (ur. 11 sierpnia 1935 w Wieprzu, zm. 10 grudnia 2016 w Wetlinie) – polska biegaczka narciarska, trzykrotna olimpijka igrzysk w Squaw Valley 1960, Innsbrucku 1964 i Grenoble 1968, trenerka.

## Życiorys
Córka Franciszka i Marii z domu Wojtyła. Ukończyła Wyższą Szkołę Wychowania Fizycznego w Krakowie z tytułem magistra wychowania fizycznego.
W 1955 roku zajęła trzecie miejsce w ogólnopolskich zawodach z w Olsztynie. W czasie studiów startowała w zawodach na 400 i 800 m. Reprezentantka AZS Kraków 1958-1960 i Startu Zakopane 1961-1970. Najlepsze wyniki osiągnęła w reprezentacyjnych sztafetach (MŚ 1958 – 4. miejsce, ZIO 1960 – 4. miejsce, MŚ 1962 – 4. miejsce, ZIO 1964 – 7. miejsce, MŚ 1966 – 7. miejsce, ZIO 1968 – 5. miejsce, MŚ 1970 – 8. miejsce). Indywidualna mistrzyni Uniwersjady w 1962 r. oraz wicemistrzyni w sztafecie. 26-krotna mistrzyni Polski. Po zakończeniu kariery zawodniczej pracowała jako trenerka.
Ostatni raz wygrała w 1970 w Memoriale w biegu na 10 i 5 km. W 1970 zakończyła karierę sportową i rozpoczęła pracę jako trener Anny Duraj, Anny Pawlusiak oraz sióstr Majerczyk Władysławy i Józefy.
W 2003 została honorowym gościem Bieszczadzkiego Biegu Lotników – ogólnopolskiego masowego biegu narciarskiego w Polsce i na Podkarpaciu (22 edycje). W latach 2005–2009 pełniła funkcję prezesa Stowarzyszenia Rozwoju Wetliny i Okolic.
Od 1960 roku mieszkała w Zakopanem. Później zamieszkała w Wetlinie. Prowadziła warsztat rzemieślniczy i działalność handlową.

## Osiągnięcia

### Igrzyska Olimpijskie
| Miejsce | Dzień     | Rok  | Miejscowość  | Konkurencja             | Czas biegu    | Strata      | Zwyciężczyni        |
| ------- | --------- | ---- | ------------ | ----------------------- | ------------- | ----------- | ------------------- |
| 13.     | 20 lutego | 1960 | Squaw Valley | 10 km stylem klasycznym | 42:45.2 min   | +2:58.6 s   | Marija Gusakowa     |
| 4.      | 26 lutego | 1960 | Squaw Valley | Sztafeta 3 × 5 km       | 1:07:24.6 h   | +3:03.2 s   | Szwecja             |
| 18.     | 1 lutego  | 1964 | Innsbruck    | 10 km stylem klasycznym | 44:45.0 min   | +4:20.7 min | Kławdija Bojarskich |
| 14.     | 5 lutego  | 1964 | Innsbruck    | 5 km stylem klasycznym  | 19:16.0 min   | +1:25.5 s   | Kławdija Bojarskich |
| 7.      | 7 lutego  | 1964 | Innsbruck    | Sztafeta 3 × 5 km       | 1:08:55.4 min | +9:35.2 min | ZSRR                |
| 19.     | 9 lutego  | 1968 | Grenoble     | 10 km stylem klasycznym | 39:55.4 min   | +3:09.9 min | Toini Gustafsson    |
| 9.      | 13 lutego | 1968 | Grenoble     | 5 km stylem klasycznym  | 17:03.4 min   | +18.1 s     | Toini Gustafsson    |
| 5.      | 16 lutego | 1968 | Grenoble     | Sztafeta 3 × 5 km       | 59:04.7 min   | +1:34.7 s   | Norwegia            |